# Гримоальд III (князь Беневенто)
Гримоа́льд III (итал. Grimoaldo III, лат. Grimoald III; умер в 806) — лангобардский князь Беневенто (788—806); последний известный представитель рода Гаузы.

## Биография
В 787 году Гримоальд, второй сын Арехиса II и Адельперги, и его старший брат Ромуальд были отправлены в качестве заложников к Карлу Великому, который дошёл во время своего очередного похода в Италию до Салерно, намереваясь подчинить Беневентское княжество. В обмен на мир Арехис признал Карла Великого сюзереном и передал Гримоальда в качестве заложника.
Когда отец и брат Гримоальда умерли в 788 году, ему было позволено вернуться в Италию. Он признал франкское господство, но ему было позволено быть практически независимым в обмен на защиту Италии от Византийской империи. В 788 году Гримоальд III столкнулся с византийским вторжением, возглавляемым Адельхизом, сыном последнего лангобардского короля Дезидерия. Франкский контингент под предводительством (лат. missi dominici) Винигиза, а также герцог Сполетский Гильдепранд присоединились к Гримоальду, и вместе они нанесли поражение Адельхизу, изгнав византийцев.
Позднее Гримоальд III попытался освободиться от франкского господства, но сыновья Карла Великого — Пипин Итальянский и Карл Юный — заставили его подчиниться в 792 году.
В 802 году произошло новое столкновение Гримоальда III с франками. Беневентцы осадили в Лучере и взяли в плен герцога Сполето Винигиза, но уже в 803 году князь Бенвенто передал пленника императору Карлу Великому.